# Władcy Bhutanu

Korona króla Bhutanu

## Zarys dziejów
Bhutan został założony około 1640 przez buddyjskiego duchownego, Ngałanga Namgjala. Po jego śmierci w 1651 ustalono, że kraj będzie rządzony na zasadzie tzw. podwójnego systemu rządów, jak mówił Namgjal. Polegało to na tym, że krajem rządziły dwie osoby: przywódca polityczny (Druk Desi) i religijny (Dże Khenpo). 
W praktyce jednak było tak, że to Druk desi sprawował rzeczywistą władzę a Dże Khenpo tylko "był". Dlatego też poniżej umieszczono tylko listę Druk desi, ponieważ lista Je Khenpo w artykule "Władcy Bhutanu" byłaby zbędna. 
W 1850 został intronizowany druk desi Dzigme Norbu, który uznał miasto Thimphu za swą siedzibę; nie zgodziła się z tym pewna grupa ludzi, która w 1851 intronizowała „swojego” druk desi, Czagpa Sangje, z siedzibą w Punakʽa.  Rok później, w 1852 sytuacja została opanowana przez Damczo Lhundrupa, który został intronizowany jako jeden, właściwy druk desi. Jednak po jego śmierci w 1856 znów kraj podzielił się i jednocześnie intronizowano dwóch druk desi: Kunga Palden z siedzibą w Punakʽa i Szeraba Tharczina z siedzibą w Thimphu. W 1861 zostali oni obaleni obydwaj, a intronizowany został Phuntsho Namgjal. Sytuacja więcej nie powtarzała się. 
Choley Jeshe Ngodup, ostatni druk desi Bhutanu, został obalony w 1905. Następnie Bhutan pozostawał przez dwa lata bez władcy. W 1907 urządzono wśród bhutańskiej ludności głosowanie za nowym władcą. Zwyciężył Ugyen Wangchuck, który był też popierany przez Brytyjczyków. Przyjął on tytuł druk gyalpo (w języku dzongkha król smok) i został pierwszym królem Bhutanu. Ustanowiono wtedy system dziedziczny, tj. królem zostawało się w kolejności ojciec-syn. 

## Druk desi
| Imię                            | Lata panowania |
| ------------------------------- | -------------- |
| Tenzin Rabgje                   | 1680–1694      |
| Gedun Czompel                   | 1695–1701      |
| Ngałang Cering                  | 1701–1704      |
| Umdze Pejlor                    | 1704–1707      |
| Druk Rabgjal                    | 1707–1719      |
| Ngawang Gjamco                  | 1719–1729      |
| Mipham Łangpo                   | 1729–1736      |
| Khuło Pejlor                    | 1736–1739      |
| Ngałang Gjalcen                 | 1739–1744      |
| Szerab Łangczuk                 | 1744–1763      |
| Druk Phunco                     | 1763–1765      |
| Druk Tenzin I                   | 1765–1768      |
| Donam Lhundub                   | 1768–1773      |
| Kunga Riczhen                   | 1773–1776      |
| Dzigme Singje                   | 1776–1788      |
| Druk Tenzin II                  | 1788–1792      |
| Taszi Namgjal                   | 1792–1799      |
| Druk Namgjal                    | 1799–1803      |
| Taszi Namgjal (ponownie)        | 1803–1805      |
| Sangje Tenzin                   | 1805–1806      |
| Umdze Parpop                    | 1806–1808      |
| Bop Choda                       | 1808–1808      |
| Cultrim Drajga                  | 1808–1810      |
| Dzigme Dragpa                   | 1810–1811      |
| Jesze Gjalcen                   | 1811–1815      |
| Dorji Namgjel                   | 1815–1815      |
| Sonam Drugyal                   | 1815–1819      |
| Tenzin Drugdra                  | 1819–1823      |
| Czoki Gjalcen                   | 1823–1831      |
| Dorji Namgjal                   | 1831–1832      |
| Adap Trinlej                    | 1832–1835      |
| Czoki Gjalcen (ponownie)        | 1835–1838      |
| Dorji Norbu                     | 1838–1847      |
| Taszi Dorji                     | 1847–1850      |
| Łangczuk Gjalpo                 | 1850–1850      |
| Dzigme Norbu (w Thimphu)        | 1850–1852      |
| Czangpa Sangje (w Punakʽa)      | 1851–1852      |
| Damczo Lhundrup                 | 1852–1856      |
| Kunga Palden (w Punakʽa)        | 1856–1861      |
| Szerab Tharczin (w Thimphu)     | 1856–1861      |
| Phuntsho Namgyal                | 1861–1864      |
| Cełang Sithub                   | 1864–1864      |
| Cultrim Jonten                  | 1864–1864      |
| Kagju Łangczuk                  | 1864–1864      |
| Cełang Sithub (ponownie)        | 1864–1866      |
| Condru Pekar                    | 1866–1870      |
| Dżigme Namgjal                  | 1870–1873      |
| Kitsep Dorji Namgjal            | 1873–1877      |
| Dżigme Namgjal (ponownie)       | 1877–1878      |
| Kitsep Dorji Namgyal (ponownie) | 1878–1879      |
| Czogjal Zangpo                  | 1879–1880      |
| Dżigme Namgjal (ponownie)       | 1880–1881      |
| Lam Cełang                      | 1881–1883      |
| Gała Zangpo                     | 1883–1885      |
| Sangje Dorji                    | 1885–1901      |
| Jesze Ngodup                    | 1901–1905      |

## Królowie Bhutanu
| # | Imię                           |          | Lata życia                | Lata życia                | Czas rządów      | Czas rządów              | Rodzice                              |
| # | Imię                           | Urodzony | Zmarł                     | Od                        | Do               |                          | Rodzice                              |
| - | ------------------------------ | -------- | ------------------------- | ------------------------- | ---------------- | ------------------------ | ------------------------------------ |
| 1 | Ugyen Wangchuck                |          | 11 czerwca 1862 Bumtʽang  | 26 sierpnia 1926 Bumtʽang | 17 grudnia 1907  | 26 sierpnia 1926         | Jigme Namgyal Pema Choki             |
| 2 | Jigme Wangchuck                |          | 1905                      | 30 marca 1952 Trongsa     | 26 sierpnia 1926 | 30 marca 1952            | Ugyen Wangchuck Tsundue Pema Lhamo   |
| 3 | Jigme Dorji Wangchuck          |          | 2 maja 1929 Trongsa       | 21 lipca 1972 Nairobi     | 30 marca 1952    | 21 lipca 1972            | Jigme Wangchuck Phunco Czogron       |
| 4 | Jigme Singye Wangchuck         |          | 11 listopada 1955 Thimphu |                           | 24 lipca 1972    | 9 grudnia 2006 Abdykował | Jigme Dorji Wangchuck Kesang Czoden  |
| 5 | Jigme Khesar Namgyel Wangchuck |          | 21 lutego 1980 Katmandu   |                           | 9 grudnia 2006   |                          | Jigme Singye Wangchuck Cering Jandon |